# Al Parker
Al Parker (25. června 1952 Natick, USA – 17. srpna 1992 San Francisco, USA), vlastním jménem Andrew Okun, byl americký herec účinkující od 2. poloviny 70. let do 1. poloviny 90. let 20. století v gay pornografických filmech. Působil i jako režisér a producent. Natáčel pro studia Colt a Falcon. Od 80. let založil spolu se Stevem Taylorem studio Surge a po smrti společníka pak vlastní Al Parker Productions.